# Jetstar Asia Airways
Jetstar Asia Airways war eine Billigfluggesellschaft mit Sitz in Singapur und Basis auf dem Flughafen Singapur. Sie war eine Tochtergesellschaft der Jetstar Airways.

## Geschichte
Jetstar Asia Airways wurde 2004 als Tochterunternehmen der australischen Jetstar Airways gegründet. Ihre Anteilseigner sind neben Qantas (49 %) Tony Chew (22 %), FF Wong (10 %) und die Temasek Holdings (19 %). Mit Valuair besaß Jetstar Asia Airways ein Tochterunternehmen, welches jedoch 2014 seinen Betrieb einstellen musste.
Am 11. Juni 2025 kündigten die Anteilseigner Qantas und Westbrook Investments an, dass Jetstar Asia den Betrieb zum 31. Juli 2025 einstellen wird. Als Gründe nannte man gestiegene Kosten durch Zulieferer, hohe Landegebühren, stärkeren Wettbewerb in der Region sowie einen für das Geschäftsjahr erwarteten Verlust von 35 Mio. USD. Die Flotte sollte zum Zeitpunkt der Ankündigung von der australischen Jetstar Airways sowie QantasLink übernommen werden. Der letzte durchgeführte Flug führte von Manila nach Singapur.

## Flugziele
Jetstar Asia Airways bediente von Singapur Ziele in Südost- und Ostasien. Zudem wurde Australien angeflogen.

## Flotte
Bei Betriebseinstellung am 31. Juli 2025 bestand die Flotte der Jetstar Asia Airways aus 13 Flugzeugen mit einem Durchschnittsalter von 13,4 Jahren:
| Flugzeugtyp     | Anzahl | bestellt | Anmerkungen                                   | Sitzplätze |
| --------------- | ------ | -------- | --------------------------------------------- | ---------- |
| Airbus A320-200 | 13     |          | drei inaktiv; vier mit Sharklets ausgestattet | 180        |
| Gesamt          | 13     | –        |                                               |            |